# Урицкое (Гомельская область)
Ури́цкое (бел. Уры́цкае; ранее — Волковичи (бел. Воўкавічы), Волковичский Крупец (бел. Ваўковіцкі Крупец) — агрогородок в Гомельском районе Гомельской области Республики Беларусь. Административный центр Урицкого сельсовета.
Фактически Урицким называется населённый пункт, образованный двумя смежными административными единицами: деревня (агрогородок) Урицкое и микрорайон "Энергетик" Советского района города Гомеля.

## География
Агрогородок Урицкое находится в 6 км к западу от Гомеля. Через деревню проходит трасса Киев — Санкт-Петербург.

## Транспортная система
Сейчас следуют автобусные маршруты № 21 и 21а(временно закрыт), а также маршрутное такси № 21-тк

## История
Урицкое впервые упоминается под названием Волковичи в 1560 году, как земля в пользовании Леонтия Волка.
В начале 1918 года был образован Волковицко-Крупецкий сельсовет.
В 1927 году посёлок по просьбе жителей был переименован в Урицкое.
С 2005 года Урицкое имеет статус агрогородка.

## Население

### Численность
- 2019 год — 4 265 жителей

### Динамика
- 1999 год — 2 581 жителей (перепись населения)
- 2009 год — 3 438 жителей (перепись населения)
- 2019 год — 4 265 жителей (перепись населения)

## Экономика
На территории агрогородка находится 2 хозяйства: (СПК) «Урицкое» и КСУП «Комбинат «Восток». В 1,5 км от населенного пункта размещена Гомельская ТЭЦ-2, градообразующее предприятие, давшее в 1980-х толчок к застройке и росту населенного пункта (и появлению микрорайона Энергетик).
По итогам хозяйственной деятельности колхоз (СПК) «Урицкое» является лидером сельскохозяйственной отрасли — в 2005 году занял второе место в районном соревновании среди сельскохозяйственных организаций по уборке урожая и по производству продукции животноводства, входит в число 100 лучших сельскохозяйственных предприятий республики.
Совхоз-комбинат «Восток» был создан в 1985 году. Хозяйство специализируется на производстве картофеля, овощей открытого и закрытого грунта, выращивании грибов вёшенка, здесь также занимаются садоводством и разведением рыбы.

## Образование
В агрогородке работает средняя школа.
На базе школы открыт первый в области районный методический медиа-центр, благодаря работе которого педагоги и учащиеся района могут использовать по максимуму в своей деятельности информационные ресурсы. Фактически, в 1990-х в Урицкой СШ появился компьютерный класс, оборудованный современными на то время ПК: порядка 10-ти Pentium 133, 8 MB RAM, 13" CRT у учеников и 1-н Pentium 166MMX, 16MB RAM, 15" CRT у преподавателя.

## Культура
В Урицкой СШ есть детский хор «Росинка», вокальный ансамбль «Росинка», хор и вокальный ансамбль «Ровесники». Танцевальный коллектив «Живица» имеет почётное наименование «образцовый».
Расположен музей ГУО "Урицкая средняя школа".

## Достопримечательности
- Памятник в честь воинов, погибших в годы войны.
- Дом культуры, построенный на месте разрушенного православного деревянного храма.
- Новый каменный храм в честь Рождества Пресвятой Богородицы.

## Галерея

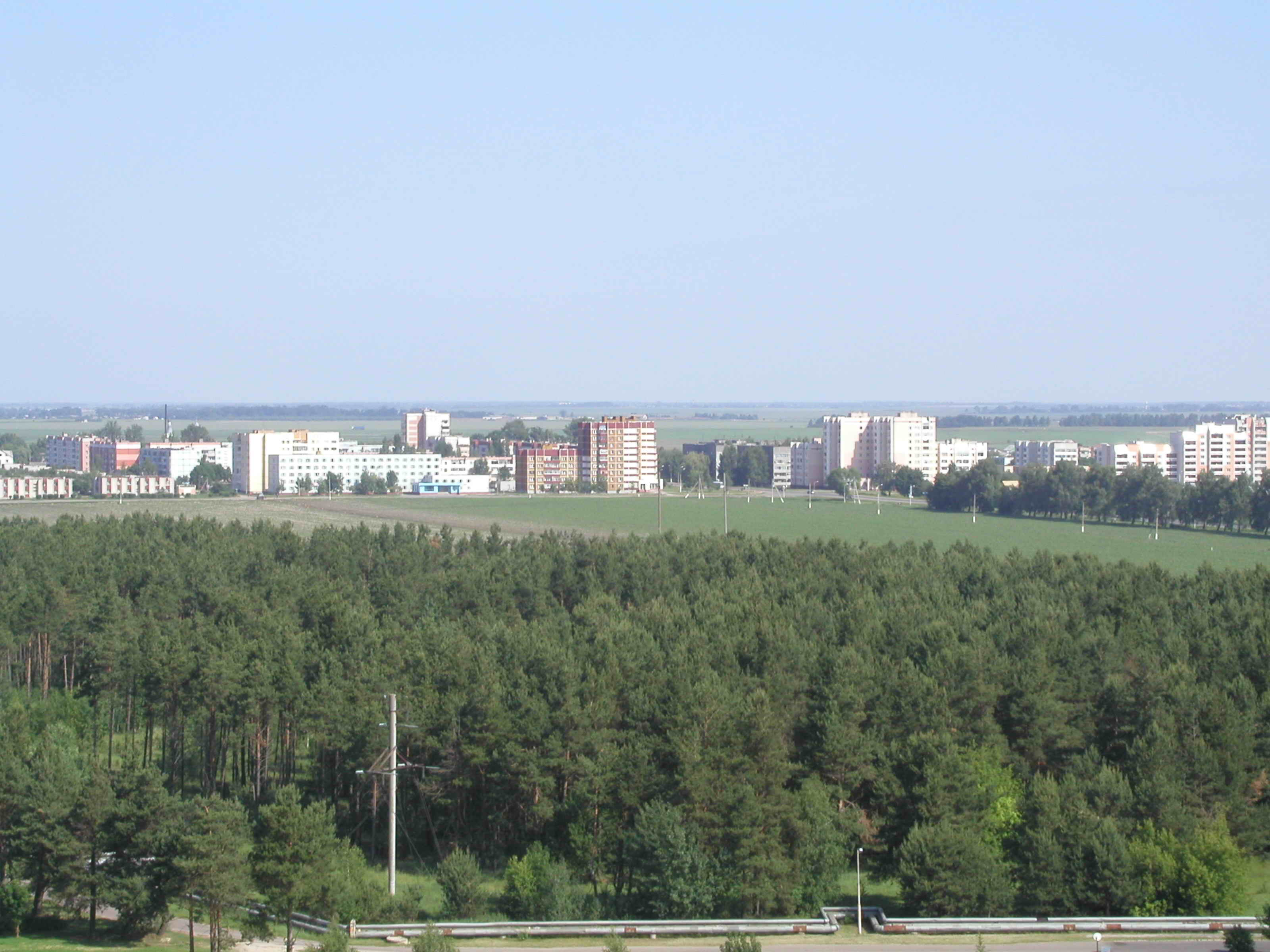
Панорама
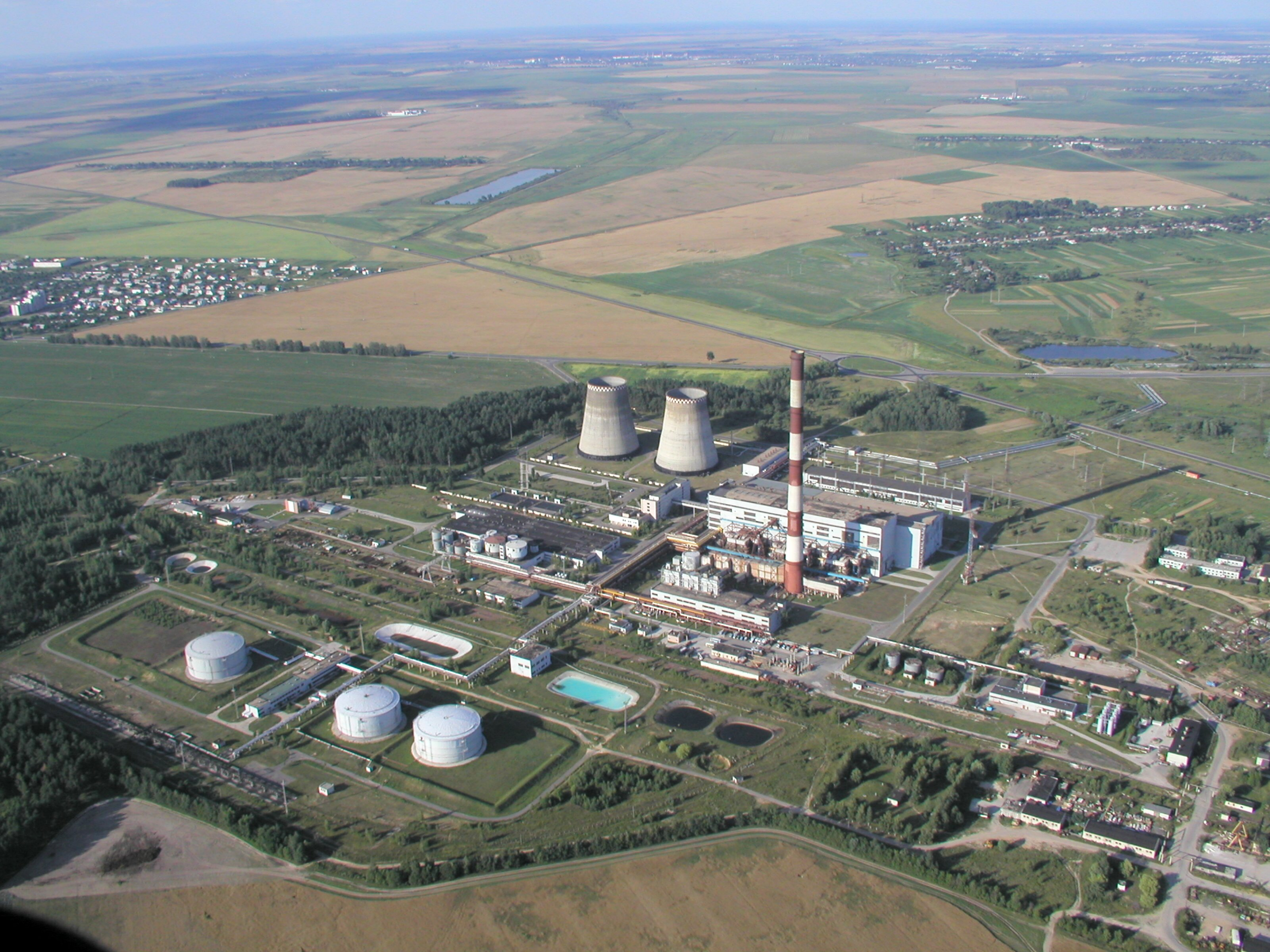
ТЭЦ-2
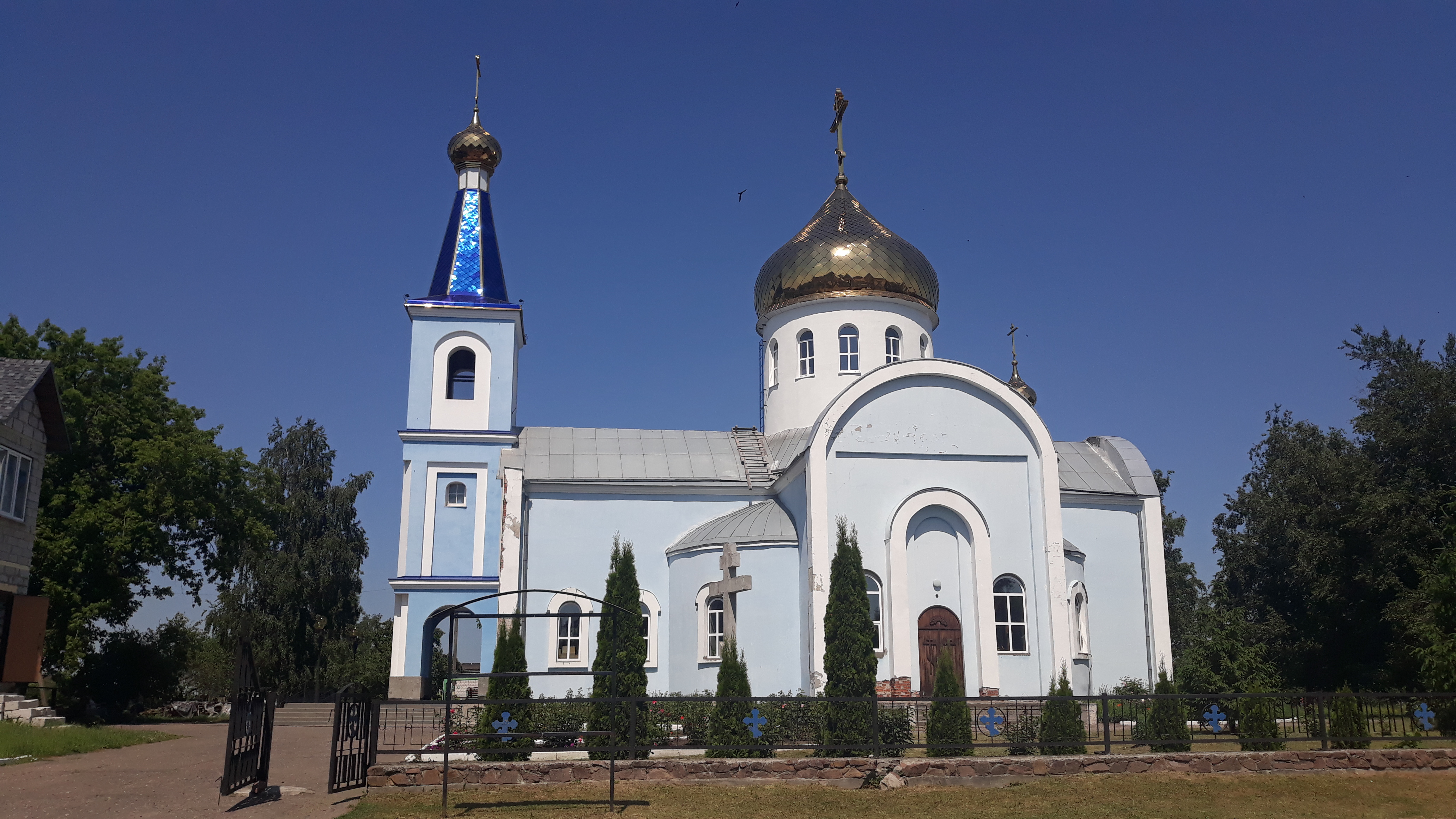
Храм Рождества Пресвятой Богородицы
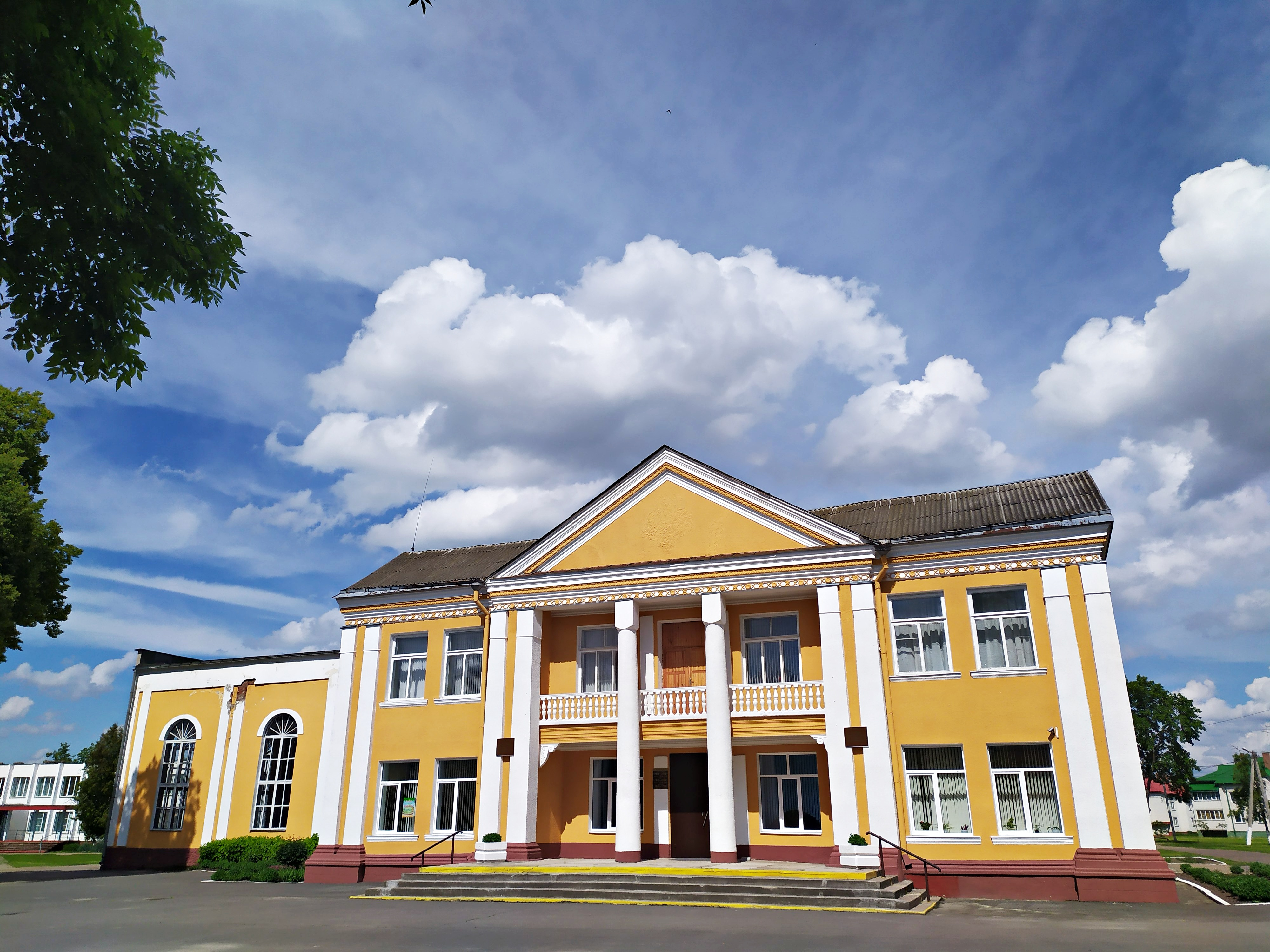